# Lapton daemon
Lapton daemon är en stekelart som beskrevs av Charles Thomas Brues 1910. Lapton daemon ingår i släktet Lapton och familjen brokparasitsteklar. Inga underarter finns listade i Catalogue of Life.